# Colonia Diez de Julio
Colonia Diez de Julio es una localidad argentina en el departamento San Justo de la provincia de Córdoba. Se encuentra 12 km al este de la laguna Mar Chiquita y 2 km a Oeste del límite con la provincia de Santa Fe.
Es una zona agrícola  y ganadera.

## Población
Cuenta con 73 habitantes (Indec, 2010), lo que representa un incremento del 19% frente a los 61 habitantes (Indec, 2001) del censo anterior.
| Gráfica de evolución demográfica de Colonia Diez de Julio entre 1991 y 2010 |
|                                                                             |
| Fuente: Censos nacionales del INDEC                                         |